# Hitzing (Reischach)
Hitzing ist ein Ortsteil der Gemeinde Reischach im oberbayerischen Landkreis Altötting.

## Lage
Die Einöde liegt auf einer sanften Anhöhe, ca. 1 km nordwestlich von Reischach. Sie ist erreichbar über eine Stichstraße von der 100 m entfernten Kreisstraße AÖ 11.

## Geschichte
Die erste Erwähnung datiert von 1404 als Hützling im Zusammenhang mit dem Verkauf von Gütern aus dem Hof an einen Edelmann.
Dem Ortsnamen liegt der Personenname „Hitzilo“ zugrunde. Die Schreibweise änderte sich gegen Mitte des 17. Jahrhunderts von „Hitzling“ zu „Hizing“, und im 19. Jahrhundert schließlich zu „Hitzing“.
Bis zur Gemeindegebietsreform war Hitzing ein Ortsteil der Gemeinde Arbing. Diese wurde am 1. Juli 1971 in die Gemeinde Reischach eingegliedert.